# Culture des îles Marshall

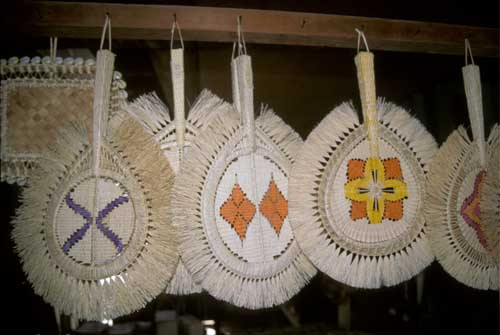
Éventails marshallais.

La culture des Îles Marshall se rattache à l'aire culturelle océanienne et au sous-groupe micronésien.
La culture y est avant tout orale et les arts plastiques s'expriment avant tout dans l'expression du sacré. Les arts décoratifs existent également au sens où les objets du quotidien sont très souvent décorés avec goût.

## Langues parlées
L'anglais est l'une des deux langues officielles et est largement parlé, mais pas couramment. Le marshallais, l'autre langue officielle est utilisé par le gouvernement.
Le japonais est encore parlé aux îles Marshall (l'archipel était sous mandat japonais de 1919 à 1947). La plupart des locuteurs ont actuellement plus de 60 ans.

## Drapeau

Drapeau des Îles Marshall.

Le drapeau national fut adopté en 1979. Le fond bleu représente l'Océan Pacifique. La ligne orange et blanche et l'étoile représentent la position du pays par rapport à l'équateur. L'orange symbolise également la chaîne de Ratak et le courage et le blanc la chaîne de Ralik et la paix. L'étoile peut aussi symboliser la chrétienté et ses 24 branches, les districts du pays. Les autres branches plus longues représentent les principaux centres culturels marshallais (Majuro, Ebeye, Jaluit et Wotje).
Il fut dessiné par Emlain Kabua, l'épouse de l'ancien président de la République Amata Kabua, et fut choisi parmi cinquante autres propositions.

## Hymne national
Forever Marshall Islands (Îles Marshall pour toujours) est l'hymne national des Îles Marshall. Les paroles sont d'Amata Kabua, premier président marshallais et père de l'indépendance. Bien que les paroles soient le plus souvent chantées en marshallais, elles existent aussi en anglais.

## Symboles
La Butea monosperma (également appelée Flamme de la Forêt) est une fleur présente sur tous les atolls du pays. Elle est symbole de bénédiction pour les Marshallais.

## Art de la navigation
Les Marshallais étaient autrefois des navigateurs habiles, capables de parcourir de longues distances entre les atolls en utilisant les étoiles et les cartes à bâtonnets. Ils sont également expérimentés dans la construction navale et détiennent encore des concours annuels naviguant leurs canots à deux coques, connus sous le nom prao. Le prao est fait de panneaux en teck attachés ensemble avec une corde faite de palme et colmatés avec de la corde de palmier. La voile était autrefois tissée à partir de feuilles de palmier.

## Patrimoine culturel

### Musées
- Musées des Îles Marshall

### Patrimoine mondial
Le programme Patrimoine mondial (UNESCO, 1971) a inscrit :
- Liste du patrimoine mondial aux îles Marshall, dont l'atoll de Bikini.

## Structure sociale
Les insulaires de Bikini continuent à maintenir leurs droits à la terre comme la principale mesure de la richesse. Chaque famille fait partie d'un clan (Bwij), qui possède toutes les terres. Les membres du clan doivent allégeance à un chef (Iroij) . Les chefs supervisent les chefs de clan (Alap), qui sont soutenus par des ouvriers (Dri- jerbal) . L'Iroij de contrôle  la propriété des terres, l'utilisation et la répartition des ressources, et se doit de régler les différends. L' Alap supervise l'entretien des terres et les activités quotidiennes. Le Rijerbal travaille la terre, assure le nettoyage et la construction. La société des îles Marshall est matrilinéaire et la terre est transmise de génération en génération par la mère. La propriété des terres lie les familles ensemble en clan, et les grands-parents, parents, petits-enfants, oncles, tantes, cousins et cousines (au sens large) formant ainsi plusieurs familles très unies vivent ensemble et se rassemblent lors des grands événements . L'un des événements familiaux les plus importants est le premier anniversaire d'un enfant (kemem) , où parents et amis célèbrent la chose par des festivités et des chants.
La séparation des classes sociales est stricte. L' Iroijlaplap (chef suprême)  était tenu comme ayant le plus de pouvoir et était considéré comme presque sacré ou divin. Il fallait faire preuve de respect à son égard et la population ne s'en approchait que penchée et  sur leurs genoux. Les Marshallais ont toujours obéi aux ordres de leur grand chef. L'Iroojlaplap recevait la meilleure nourriture, pouvait choisir les meilleures terres, et avait autant de femmes qu'il le voulait. En retour, il avait la responsabilité de diriger les gens dans le travail communautaire, de mener les expéditions maritimes, et de commander en temps de guerre. Leur pouvoir est normalement limité à une partie ou la totalité d'un atoll. Un grand chef qui a fait la guerre avec succès pouvait conquérir et contrôler plusieurs atolls . L'organisation des titres se succédait ainsi : l'iroijlaplap puis les iroojrik, des chefs de moindre importance, et enfin la kajur, ou roturier.

## Religion

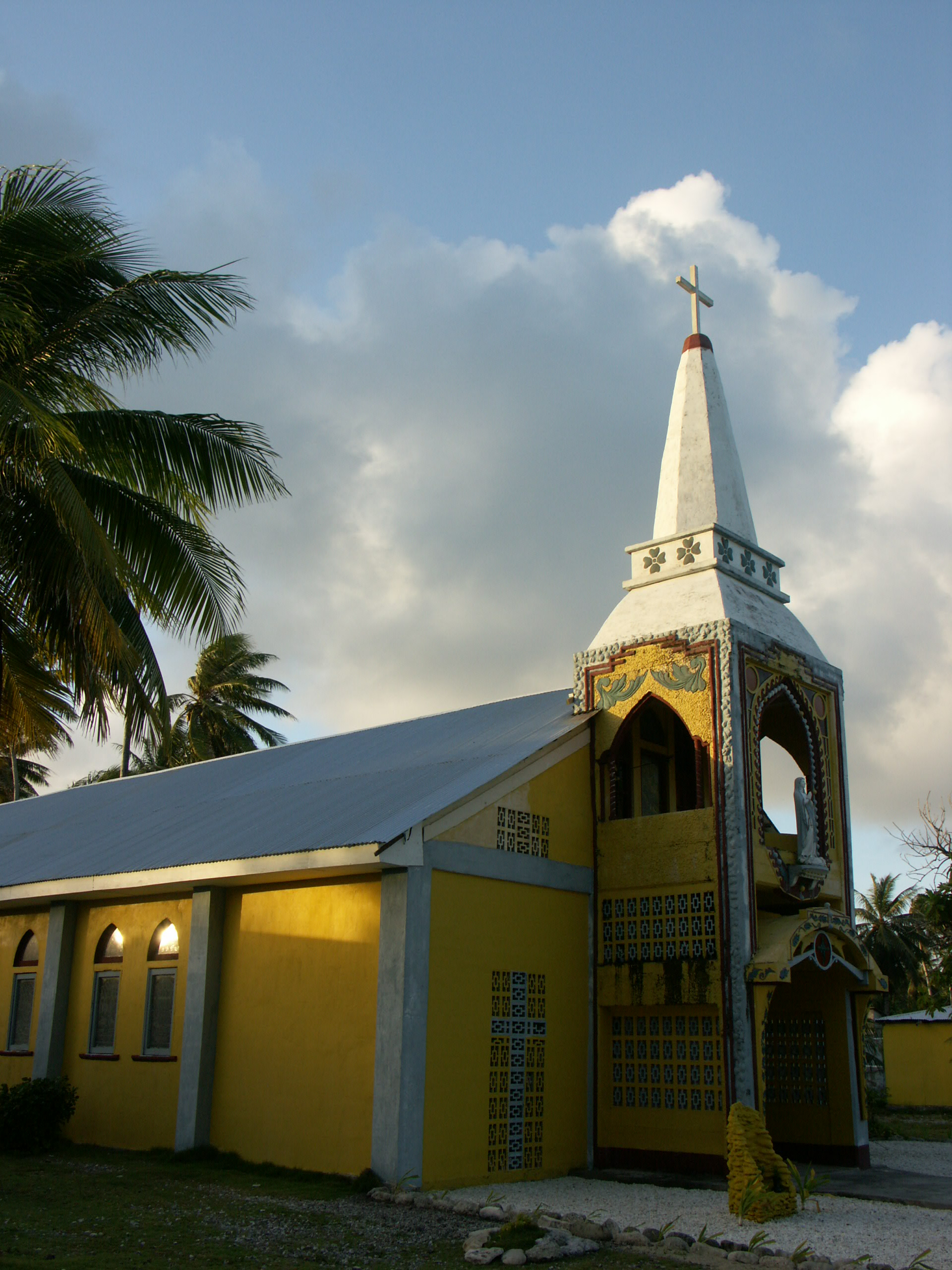
Église à Likiep.

Le protestantisme demeure largement la principale religion du pays. On compte également de petites minorités catholiques et mormones.

## Spécificité légale
Contrairement à la plupart des autres pays, les Îles Marshall n'ont pas le droit d'auteur.

## Musique
Le roro est une sorte de chant traditionnel, généralement chanté pour raconter les légendes anciennes, ou comme mode d'apprentissage des connaissances nécessaires à la navigation ou bien encore comme moyen d'entrain les mères au travail. Les groupes modernes ont mélangé ces chansons uniques à chaque île dans le pays avec la musique moderne.
Bien que le tambour ne soit généralement pas commun dans la musique de Micronésie, des tambours en forme de sablier unilatéraux sont d'importance de la musique des îles Marshall.
Il  existe une danse traditionnelle des îles Marshall appelé betterave, qui est influencée par les danses folkloriques espagnoles. Dans celle-ci, les hommes et les femmes font un pas de côté en lignes parallèles, créant un rythme très difficile et complexe. Il y a sorte de danse des bâtons effectuée par le Jobwa, jouée de nos jours seulement pour des occasions très spéciales.

## Gastronomie

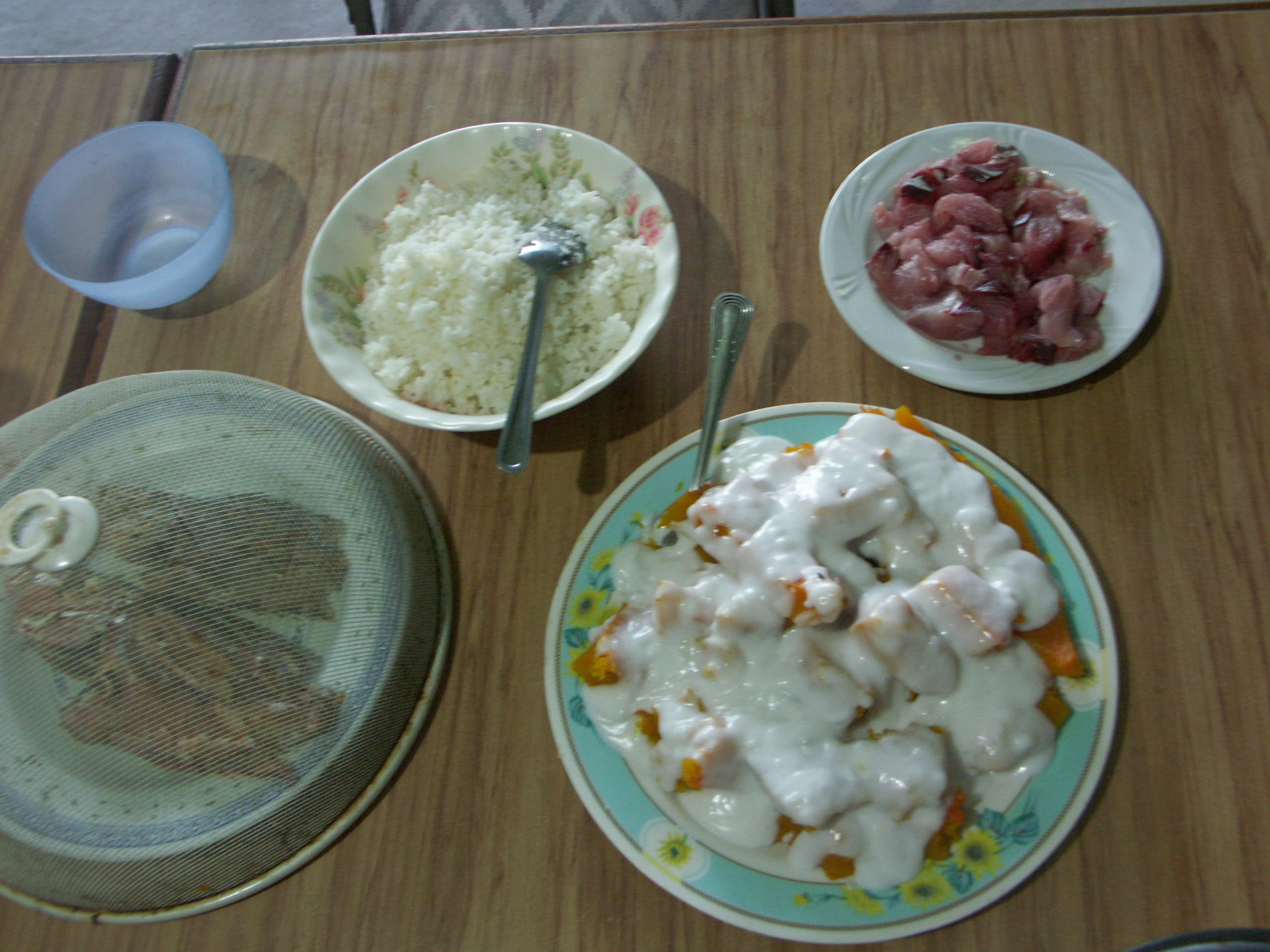
Plats marshallais.

Le fruit d'arbre à pain est l'ingrédient de base de la cuisine des îles Marshall. Il sert à préparer de nombreuses recettes marshallaises. Les habitants de ce pays d'Océanie ont l'habitude de le conserver afin de le consommer même lorsqu'il n'est pas de saison. La noix de coco est aussi très répandue.
En tant qu'état archipel, le poisson et les fruits de mer sont également très abondants dans la cuisine des Îles Marshall. Le poisson le plus apprécié des marshallais est le mérou bossu. Il est souvent enroulé dans des feuilles de bananier. Cette méthode permet de rendre la chair plus juteuse et d'éliminer la forte odeur du poisson. Le thon et le crabe du Pacifique sont aussi très réputés.
Le poulet rôti est la viande la plus consommée aux Îles Marshall. Dans les restaurants, le client devra choisir l'animal qu'il devra manger.

## Sport
Depuis 2008, le pays participe aux jeux olympiques. Actuellement[Quand ?], il n'a remporté aucune médaille. Il participe également aux Jeux du Pacifique et aux Jeux de la Micronésie.
En ce qui concerne le football, il existe un championnat très populaire aux Îles Marshall. Le club le plus titré est le FC Swell. L'équipe nationale, en sommeil depuis 2010, n'est ni membre de la FIFA ni de l'OFC.
L'équipe nationale de basket-ball est membre de la FIBA et de la FIBA Océanie.
Le volley-ball a également une place importante aux Îles Marshall.